# Tyranny of Souls
Tyranny of Souls är ett musikalbum med Bruce Dickinson, släppt 23 maj 2005 på Sanctuary Records. 
Albumet är Bruce Dickinsons sjätte som soloartist. Samtliga låtar skrevs tillsammans med Roy Z, som även varit hans huvudsakliga samarbetspartner på Balls to Picasso (1994), Accident of Birth (1997) och The Chemical Wedding (1998).  

## Tillkomst
Arbetet med albumet påbörjades 2003 och mycket av musiken skrevs på distans mellan Bruce Dickinson och Roy Z, eftersom Dickinson var upptagen med Iron Maidens turnéer. Roy Z spelade in idéer till riff som han skickade på cd till Dickinson, som gick på promenader med musiken i hörlurar för att få inspiration till text och sångmelodi.
Albumet spelades in i Roys studio i Los Angeles under en intensiv arbetsperiod på två veckor. Dickinson hade skadat sig under Dance of Death-turnén med Iron Maiden, då han ramlat ner i Nicko McBrains trumset, och hade under inspelningen svårt att stå ordentligt och kunde inte sjunga utan smärta.
Titelspåret var ursprungligen avsett till ett påtänkt samarbetsprojekt mellan Bruce Dickinson, Rob Halford och Geoff Tate. Låten skulle ha sjungits som trio i det projektet, som aldrig förverkligades.   

## Låtlista
Samtliga låtar skrivna av Bruce Dickinson och Roy Z.
1. Mars Within (intro) - 1:30
2. Abduction - 3:51
3. Soul Intruders - 3:53
4. Kill Devil Hill - 5:08
5. Navigate the Seas of the Sun - 5:52
6. River of no Return - 5:14
7. Power of the Sun - 3:30
8. Devil on a Hog - 4:02
9. Believil - 4:51
10. A Tyranny of Souls - 5:47